# El monstruo de St. Pauli
El monstruo de St. Pauli (en alemán: Der Goldene Handschuh) es una película de terror y drama estrenada en 2019, dirigida por Fatih Akin y basada en la novela homónima de Heinz Strunk. Cuenta la historia del asesino en serie Fritz Honka, que asesinó a cuatro mujeres entre 1970 y 1975 y escondió partes de sus cuerpos en su apartamento. Su título original, Der Goldene Handschuh (traducido literalmente como El Guante de Oro) es en realidad el nombre del pub en el que se reunía el asesino con sus víctimas, en el barrio rojo de Hamburgo. Se trata de una coproducción internacional y fue seleccionada para competir en la sección oficial del 69.º Festival Internacional de Cine de Berlín. Fue la primera película de Fatih Akin en recibir una calificación para mayores de 18 en Alemania.

## Resumen

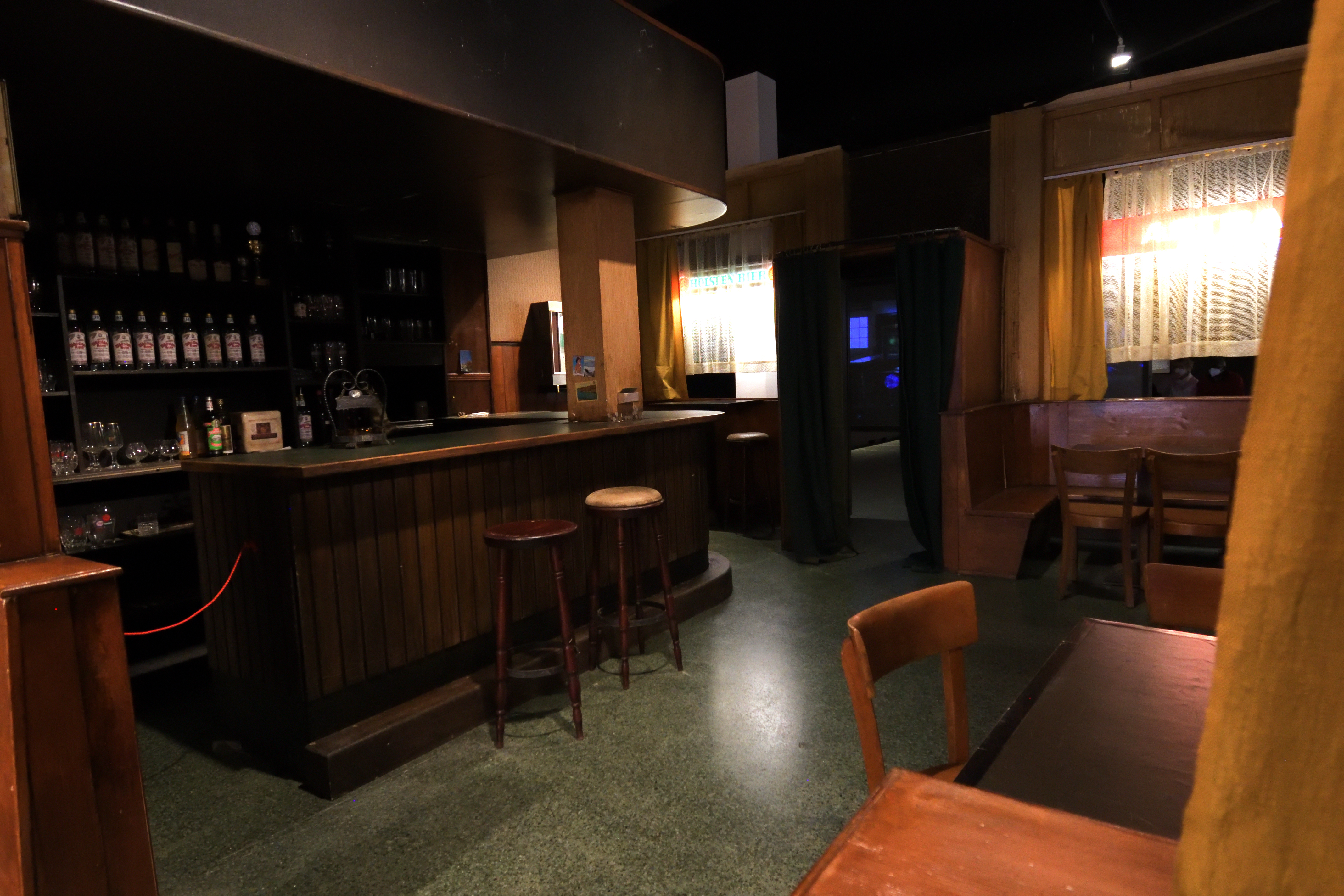
Plató de cine del pub Zum Goldenen Handschuh

En 1970, el guarda alcohólico Fritz Honka asesina a Gertraud Bräuer, una prostituta, en su apartamento de Hamburgo. Descuartiza el cuerpo, metiendo algunas partes en una maleta y arrojándolos a un descampado, mientras guarda el resto en un agujero en la pared. La policía encuentra la maleta, pero es incapaz de identificar el culpable.
En 1974, Fritz conoce a Petra Schulz, una estudiante, mientras sale con su compañero de clase, Willi. Fritz se enamora de Petra y empieza fantasear sobre ella a menudo. Fritz pasa la mayor parte de su tiempo en bar del Der Goldene Handschuh (El Guante de Oro), donde en ocasiones busca prostitutas que acaban rechazándole por su apariencia. Una noche, Fritz trae a casa una vagabunda, Gerda Voss. Se la permite trasnochar allí a cambio de mantener relaciones sexuales con Fritz. Al día siguiente, Fritz permite a Gerda instalarse a cambio de encargarse de las tareas domésticas y de tener sexo con él. Aunque Gerda no resulta atractiva a Fritz, ésta firma un contrato prometiéndole que le presentará su hija, Rosi.
Después de almorzar con Siggi, el hermano recién divorciado de Fritz, éste y Gerda se dirigen al bar para conocer a Rosi. Es aquí donde Gerda confiesa que hace mucho tiempo que se distanció de su hija, con que no va a venir. Enfurecido, Fritz rompe su vaso y se retira al baño sangrando. Mientras se lava, una misionera entra al bar y ofrece a Gerda la opción de rehabilitarse, quien la acepta agradecida. Al enterarse de que Gerda ya no está, Fritz se distrae con tres alcohólicas: Inge, Herta y Anna. Cuando una pelea empieza en el bar, Fritz las convence para que vengan con él. Por el camino Herta se desmaya y es abandonada a su suerte. Al llegar, Fritz exige a Inge y Anna que realicen sexo oral mutuamente. Aunque Anna se encuentra demasiado ebria para reaccionar, Inge es golpeada por Fritz al resistirse, pero consigue huir. Para desatar su rabia, Fritz golpea repetidamente la cabeza de Anna contra una mesa, matándola. Su cuerpo también es descuartizado y acaba en el agujero.
En la mañana siguiente Fritz es golpeado por una furgoneta. Al recuperarse, visita el bar una última vez antes de volverse abstemio. Consigue un nuevo trabajo como vigilante en un centro comercial, donde conoce y se siente atraído por Helga Dennigsen, una limpiadora. Helga está infelizmente casada con Erich, quien ha estado en paro durante meses y ahora solamente pasa su tiempo gorroneándola. Cuando Helga invita a Fritz para ahogar sus penas, éste recae e intenta violarla en su próximo reencuentro.
Fritz empieza a visitar el bar de nuevo y trae a casa otra prostituta, Frida. Al tener sexo, Frida se ríe al ver que Fritz es incapaz de mantener una erección, por lo que es golpeada violentamente. Cuando Fritz se duerme, Frida empieza a robar su piso, y como reproche rocía y golpea a Fritz en los genitales. Se pelean de nuevo, hasta que Frida es estrangulada, golpeada y descuartizada. En los días siguientes Fritz trae a Ruth, quien acaba igual.
Una noche Willi anima a Petra a ir juntos al bar. En el baño, Willi enoja a un hombre mayor y éste se orina sobre él para humillarlo. Al ver que se demora, Petra entra al baño para preguntar, pero Willi pide que se vaya. Fritz ve a Petra y la sigue por la calle, pero en el camino descubre que su apartamento se ha incendiado. Cuando los bomberos encuentran los cadáveres Fritz es inmediatamente arrestado. 

## Reparto
- Jonas Dassler: Fritz Honka
- Margarethe Tiesel: Gerda Voss
- Katja Studt: Helga Denningsen
- Dirk Böhling: Soldaten-Nobert
- Hark Bohm: Dornkaat-Max
- Uwe Rohde: Herbert
- Lars Nagel: Nasen-Ernie
- Greta Sophie Schmidt: Petra Schulz
- Martina Eitner-Acheampong: Frida
- Jessica Kosmalla: Ruth
- Tilla Kratochwil: Inge
- Barbara Krabbe: Anna
- Philipp Baltus:
- Marc Hosemann: Siggi Honka
- Adam Bousdoukos: Lefteris
- Tristan Göbel: Willi

## Recepción
Tras su pase en la 69.ª edición del Festival Internacional de Cine de Berlín, El monstruo de St. Pauli recibió críticas negativas. David Ehrlich de Indiewire le dio una D y la calificó de "repugnante" y "uno de los más vil asesino en serie de películas jamás hechas". La película fue criticada por su brutalidad y falta de sustancia y profundidad psicológica. Algunos críticos alemanes, la describieron como un error o un intento fallido de adaptar la novela.